# Simulium malyschevi
Simulium malyschevi es una especie de insecto del género Simulium, familia Simuliidae, orden Diptera.
Fue descrita científicamente por Dorogostajsky, 1935.